# Tumblr
Tumblr je americká sociální síť, takzvaná „microblogging“ stránka, kterou vytvořil David Karp v roce 2007 a sídlí v New Yorku. Od srpna 2019 ji vlastní společnost Automattic. Služba umožňuje uživatelům zveřejňovat multimédia či další obsah na vlastním blogu. Pro uživatele jsou jednotlivé blogy dostupné přes hlavní stránku „dashboard“.
K 2019 se uvádí počet blogů na Tumblru přes 475 milionů. V lednu 2016 dosáhla tato webová stránka 555 milionů návštěvníků za měsíc.

## Historie

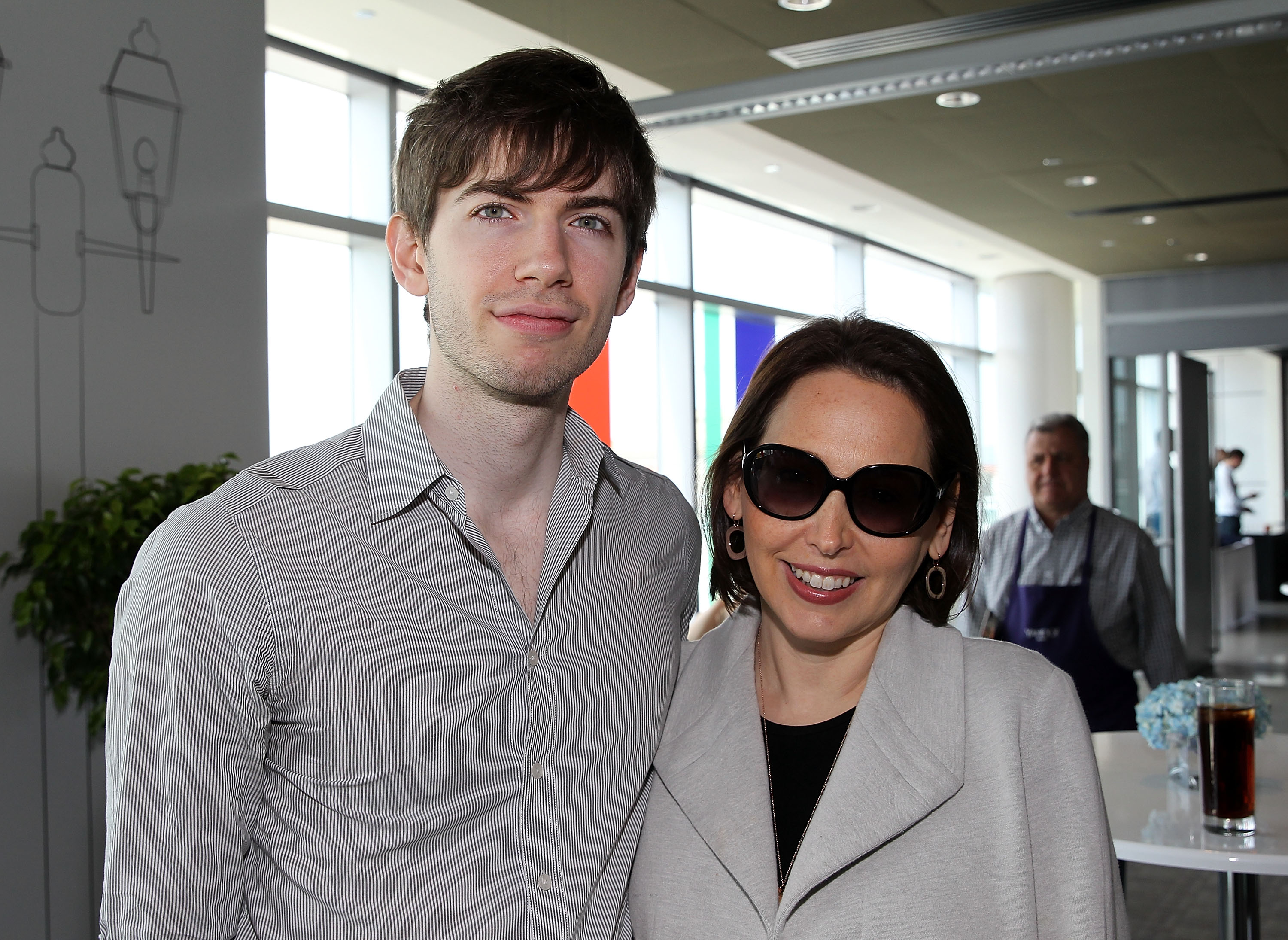
Ředitel Tumblr David Karp a ředitelka marketingu Kathy Savitt

Vytváření Tumblr začalo v roce 2006 z iniciativy a zájmu Davida Karpa, který se již nějakou dobu zajímal o „tumbleblogy“ (krátké formy blogů) a čekal dokud někdo vytvoří platformu pro tento typ blogů. Jelikož se do toho nikdo nehnal, rozhodl se do toho pustit společně s Marcem Armentem. Tumblr byl oficiálně spuštěn v únoru 2007. V průběhu dvou týdnů získal 75 000 uživatelů.
V roce 2014 měla síť přes 184 milionů blogů (včetně těch neaktivních).
V květnu 2013 bylo rozhodnuto, že se novým vlastníkem Tumblr stane společnost Yahoo!, která odkoupila Tumblr za 1,1 miliard dolarů. Mnoho uživatelů bylo s touto situací nespokojených, ale nakonec se uzavřela dohoda v červnu téhož roku s tím, že ředitelem zůstává David Karp.
V roce 2017 platformu zakoupil spolu s celou společností Yahoo! americký mobilní operátor Verizon za 4,5 miliardy dolarů. V té době měl Tumblr hodnotu přibližně 350 milionů dolarů.
Na konci roku 2018 došlo k zákazu pornografie a podobného obsahu 18+ na této sociální síti. Kvůli tomu síť ztratila téměř třetinu všech uživatelů, když jejich počet z 521 milionů uživatelů počet klesl na 370 milionů během 3 měsíců.
V srpnu 2019 se Verizon rozhodl firmu prodat, odkoupila ji firma Automattic stojící za webovou platformou WordPress. Cena se pohybovala přibližně kolem 20 milionů dolarů. V roce 2019 má Tumblr kolem 200 zaměstnanců.

## Funkce

### Správa blogu
- Dashboard – se objeví pro každého registrovaného uživatele. Je to stránka, kde se zobrazují vaše vlastní články (anglicky známé jako „posts“) a i ty od lidí, jejichž „sledujete“. Přes Dashboard můžete přejít na vytvoření vlastního článku, přidání fotografie, videa, zvukového záznamu, citace apod. Také se přes něj můžete dostat k úpravám vzhledu vašeho blogu, k jeho nastavením a nakonec, i k „Ask (s)“ co je forma poštovní schránky.
- Tags – používají se na jednodušší vyhledávání ve vlastním tumblr blogu a i po celém tumblr, což je možné díky vyhledávacímu okénku nad dashboarde. Píší se ve stylu „#Láska“, funkce známá například z Instagramu nebo z X (dříve Twitter) a vkládají se pod článek. Často se také využívají k vyjádření svých pocitů z daného tématu, která se objevuje v článku a mnohdy jsou humorně laděné. Známé vyjádření „#asafkfjkejgoagg“, což je v podstatě jen nesmysl a chaotické stisknutí kláves značí rozrušení, radost, ale i šok apod.
- Ask – již zmíněné Ask slouží jako způsob spojení se s uživatelem blogu. V designu a nastaveních blogu nachází možnost si tuto funkci vypnout nebo ji vypnout jen částečně a to pro anonymní uživatele (resp. neregistrovaných uživatelů nebo těch registrovaných uživatelů, který si tuto možnost zvolili při odesílání své zprávy).
- Queue – je nastavení při vytváření článku, díky kterému si můžete nastavit jeho zobrazení v určitý den a hodinu.
- Post – respektive samotný článek je omezen počtem znaků a taktéž i počtem, který omezuje sdílet určité množství článků za den. Články je mezi sebou možné sdílet pomocí „reblogů“ nebo jim jen dát „Líbí se mi“. Články a také „like-y“ je možné mazat a rušit.
- HTML editace – Tumblr umožňuje uživatelům upravovat své blogy a jejich vzhled pomocí HTML kódování. Uživatelé si taktéž mohou pro svůj blog vytvořit vlastní doménu.

Tumblr je rok od roku populárnější a blogy si zde zakládají novinové společnosti, známí spisovatelé, umělci, herci a i zpěváci. Důkazem je i blog samotného Baracka Obamy, exprezidenta Spojených států amerických.

### Mobilní aplikace
S aktivizací Tumblr z Tumblerette, aplikace iOS vytvořené Jeffem Rockem a Garrettem Rossem, roku 2009 tato služba spustila svou oficiální aplikaci pro iPhone. Pro smartphony BlackBerry začala být tato aplikace k dispozici od 17. dubna 2010 prostřednictvím aplikace Mobelux v BlackBerry World. V červnu 2012 Tumblr vydala pro iOS novou verzi, Tumblr 3.0 podporující Spotify, hi-res obrázky a umožňující přístup v režimu offline. Aplikace pro Android je též k dispozici. Aplikace pro Windows Phone byla vydána 23. dubna 2013. Aplikace pro Google Glass byla spuštěna 16. května 2013.

### Zasílání zpráv
Tumblr umožňuje uživatelům odesílat dotazy na ostatní blogy, pod svým jménem i anonymně. Tumblr také nabízí funkci „fan mail“, která umožňuje uživatelům posílat zprávy na blogy, které sledují.
10. listopadu 2015 Tumblr zavedla integrovanou funkci instant messaging, která umožňuje uživatelům mezi sebou chatovat. Tato funkce byla zavedena „virálním“ způsobem; byla původně k dispozici skupině 1500 uživatelů, přičemž ostatní uživatelé mohli získat přístup k systému zasílání zpráv jen tehdy, pokud jim byla zaslána zpráva jiným uživatelem, který obdržel přístup do samotného systému. Systém zasílání zpráv podporuje pouze textové konverzace, ale v budoucnu budou přidány další funkce (například skupinového chatu a vkládání obrázků). Tato platforma také nahradí „fan mail“ systém, který je zastaralý.

### Redakční obsah
V květnu 2012 Tumblr spustila funkci Storyboard, která byla řízena redakčním týmem in-house, jenž zveřejňoval články a videa o pozoruhodných stránkách a uživatelích na Tumblr. V dubnu 2013 byla Storyboard zrušena.